# Dehaasia
Genre
Dehaasia est un genre de plantes à fleurs de la famille des Lauraceae.

## Liste d'espèces
Selon Catalogue of Life (22 avril 2019) :
- Dehaasia annamensis Kostermans
- Dehaasia arunachalensis M. Gangop.
- Dehaasia assamica Kosterm.
- Dehaasia brachybotrys (Merr.) Kostermans
- Dehaasia cairocan (Vidal) C. K. Allen
- Dehaasia candolleana (Meisn.) Kostermans
- Dehaasia celebica Kostermans
- Dehaasia corynantha Kostermans
- Dehaasia cuneata (Bl.) Bl.
- Dehaasia firma Bl.
- Dehaasia gigantocarpa Kostermans
- Dehaasia hainanensis Kosterm.
- Dehaasia hirsuta Kosterm.
- Dehaasia incrassata (Jack) Kosterm.
- Dehaasia kerrii Kostermans
- Dehaasia kurzii King ex Hook. fil.
- Dehaasia kwangtungensis Kosterm.
- Dehaasia lancifolia Ridl.
- Dehaasia longipedicellata (Ridl.) Kosterm.
- Dehaasia longipetiolata Kostermans
- Dehaasia membranacea Kosterm.
- Dehaasia palembanica Kostermans
- Dehaasia paradoxa Bl.
- Dehaasia pauciflora Bl.
- Dehaasia polyneura (Miq.) Kostermans
- Dehaasia purpurea (Elmer) Kosterm.
- Dehaasia rangamattiensis M. Gangop.
- Dehaasia subcaesia (Miq.) Kosterm.
- Dehaasia suborbicularis (Lecomte) Kosterm.
- Dehaasia sumatrana Kostermans
- Dehaasia sumbaensis Kostermans
- Dehaasia teijsmannii Kostermans
- Dehaasia titanophylla (Airy Shaw) Kosterm.
- Dehaasia tomentosa (Bl.) Kostermans
- Dehaasia turfosa Kostermans
- Dehaasia velutinosa Kostermans

Selon The Plant List (22 avril 2019) :
- Dehaasia acuminata Koord. & Valeton
- Dehaasia annamensis Kosterm.
- Dehaasia arunachalensis M.Gangop.
- Dehaasia assamica Kosterm.
- Dehaasia brachybotrys (Merr.) Kosterm.
- Dehaasia caesia Blume
- Dehaasia cairocan (Vidal) C.K.Allen
- Dehaasia candolleana (Meisn.) Kosterm.
- Dehaasia celebica Kosterm.
- Dehaasia corynantha Kosterm.
- Dehaasia cuneata (Blume) Blume
- Dehaasia firma Blume
- Dehaasia gigantocarpa Kosterm.
- Dehaasia hainanensis Kosterm.
- Dehaasia hirsuta Kosterm.
- Dehaasia incrassata (Jack) Kosterm.
- Dehaasia kerrii Kosterm.
- Dehaasia kurzii King ex Hook.f.
- Dehaasia kwangtungensis Kosterm.
- Dehaasia lancifolia Ridl.
- Dehaasia longipedicellata (Ridl.) Kosterm.
- Dehaasia longipetiolata Kosterm.
- Dehaasia membranacea Kosterm.
- Dehaasia palembanica Kosterm.
- Dehaasia paradoxa Blume
- Dehaasia pauciflora Blume
- Dehaasia polyneura (Miq.) Kosterm.
- Dehaasia pugerensis Koord. & Valeton
- Dehaasia rangamattiensis M.Gangop.
- Dehaasia subcaesia (Miq.) Kosterm.
- Dehaasia suborbicularis (Lecomte) Kosterm.
- Dehaasia sumatrana Kosterm.
- Dehaasia sumbaensis Kosterm.
- Dehaasia teijsmannii Kosterm.
- Dehaasia titanophylla (Airy Shaw) Kosterm.
- Dehaasia tomentosa (Blume) Kosterm.
- Dehaasia turfosa Kosterm.
- Dehaasia velutinosa Kosterm.

Selon Tropicos (22 avril 2019) (Attention liste brute contenant possiblement des synonymes) :
- Dehaasia acuminata Koord. & Valeton
- Dehaasia annamensis Kosterm.
- Dehaasia arunachalensis M. Gangop.
- Dehaasia assamica Kosterm.
- Dehaasia borneensis Fern.-Vill.
- Dehaasia brachybotrys (Merr.) Kosterm.
- Dehaasia caesia Blume
- Dehaasia cairocan (Vidal) C.K. Allen
- Dehaasia candolleana (Meisn.) Kosterm.
- Dehaasia celebica Kosterm.
- Dehaasia corynantha Kosterm.
- Dehaasia cuneata (Blume) Blume
- Dehaasia curtisii Gamble
- Dehaasia cyrtopoda Boerl.
- Dehaasia elliptica Ridl.
- Dehaasia elongata Blume
- Dehaasia firma Blume
- Dehaasia gigantocarpa Kosterm.
- Dehaasia hainanensis Kosterm.
- Dehaasia hirsuta Kosterm.
- Dehaasia incrassata (Jack) Kosterm.
- Dehaasia kerrii Kosterm.
- Dehaasia kurzii King ex Hook. f.
- Dehaasia kwangtungensis Kosterm.
- Dehaasia lancifolia Ridl.
- Dehaasia lanyuensis (H.T. Chang) Kosterm.
- Dehaasia longipedicellata (Ridl.) Kosterm.
- Dehaasia longipetiolata Kosterm.
- Dehaasia media Blume
- Dehaasia membranacea Kosterm.
- Dehaasia microcarpa Blume
- Dehaasia nigrescens Gamble
- Dehaasia novoguineensis Kosterm.
- Dehaasia oblanceolata (Merr.) Kosterm.
- Dehaasia palembanica Kosterm.
- Dehaasia paradoxa Blume
- Dehaasia pauciflora Blume
- Dehaasia poilanei H. Liu
- Dehaasia polyneura (Miq.) Kosterm.
- Dehaasia pugerensis Koord. & Valeton
- Dehaasia rangamattiensis M. Gangop.
- Dehaasia squarrosa Hassk.
- Dehaasia subcaesia Miq.
- Dehaasia suborbicularis Lecomte
- Dehaasia sumatrana Kosterm.
- Dehaasia sumbaensis Kosterm.
- Dehaasia teijsmannii Kosterm.
- Dehaasia teysmannii Kosterm.
- Dehaasia titanophylla (Airy Shaw) Kosterm.
- Dehaasia tomentosa (Blume) Kosterm.
- Dehaasia triandra Merr.
- Dehaasia turfosa Kosterm.
- Dehaasia velutinosa Kosterm.
- Dehaasia wightii Nees